# 1. Amateurliga Nordbaden 1950/51
Die 1. Amateurliga Nordbaden 1950/51 war die erste Saison der 1. Amateurliga im Fußball in Nordbaden – dem Vorläufer der heutigen Verbandsliga Baden. Nordbadischer Amateurmeister wurde der ASV Feudenheim. Für die Aufstiegsrunde zur II. Division waren die Meister der Amateurligen Bayern, Hessen und Württemberg automatisch qualifiziert. Die Meister aus Nord- und Südbaden mussten Qualifikationsspiele austragen. Hier setzte sich letztendlich Feudenheim gegen den FC 08 Villingen durch. Beide Mannschaften gewannen ihre Heimspiele jeweils mit 2:0 – das Entscheidungsspiel in Pforzheim gewann Feudenheim mit 1:0 nach Verlängerung. In der Aufstiegsrunde setzte sich Feudenheim nach zwei Entscheidungsspielen durch und stieg auf.
Der Karlsruher FV nahm als Vizemeister für Nordbaden an der erstmals ausgetragenen deutschen Amateurmeisterschaft 1951 teil und musste sich erst im Finale gegen ATSV Bremen geschlagen geben.
Der FC Eutingen, der FV Mosbach und Germania Adelsheim mussten in die 2. Amateurliga absteigen.
Aufsteiger für die folgende Saison waren der FV Weinheim, Olympia Kirrlach und die FG Rüppurr.

## Abschlusstabelle
| Pl. | Verein                  | Sp. | Tore    | Punkte |
| --- | ----------------------- | --- | ------- | ------ |
| 01. | ASV Feudenheim          | 30  | 84:30   | 48:12  |
| 02. | Karlsruher FV (N)       | 30  | 103:028 | 46:14  |
| 03. | Phönix Karlsruhe        | 30  | 104:030 | 46:14  |
| 04. | FV Daxlanden (N)        | 30  | 069:050 | 38:22  |
| 05. | SV Schwetzingen (N)     | 30  | 084:039 | 37:23  |
| 06. | VfR Pforzheim           | 30  | 051:053 | 36:24  |
| 07. | Germania Brötzingen     | 30  | 064:049 | 35:25  |
| 08. | 1. FC 08 Birkenfeld (N) | 30  | 071:050 | 33:27  |
| 09. | Germania Friedrichsfeld | 30  | 070:049 | 30:30  |
| 10. | TSG Rohrbach            | 30  | 067:063 | 29:31  |
| 11. | Amicitia Viernheim      | 30  | 060:058 | 26:34  |
| 12. | KSG Leimen (N)          | 30  | 049:076 | 24:36  |
| 13. | FV Hockenheim           | 30  | 054:082 | 22:38  |
| 14. | FC Eutingen             | 30  | 034:082 | 13:47  |
| 15. | FV Mosbach              | 30  | 029:105 | 12:48  |
| 16. | Germania Adelsheim (N)  | 30  | 045:184 | 05:55  |